# Elsa Mollien
Elsa Mollien, es una actriz francesa.

## Carrera
En 2006 apareció como invitada en la miniserie Jane Eyre donde interpretó a Sophie.
En el 2007 obtuvo un pequeño papel en la película Hannibal Rising donde interpretó a una estudiante.
En 2009 interpretó a la oficial Claire Brunetti en la serie con el mismo nombre.
En el 2013 se unió al elenco recurrente de la serie Crossing Lines donde interpretó a la fiscal Rebecca Daniel, la esposa del detective mayor Louis Daniel (Marc Lavoine).
En el 2015 apareció como invitada en un episodio de la primera temporada de la serie X Company, donde interpretó a Danielle, una mujer cuya familia es asesinada luego de sufrir un atentado, Danielle muere luego de dar a luz a su bebé.
En 2016 interpretó el papel de Antígona en el teatro.

## Filmografía

### Series de Televisión
| Año         | Título                     | Personaje                | Notas                               |
| ----------- | -------------------------- | ------------------------ | ----------------------------------- |
| 2015        | X Company                  | Danielle                 | episodio "Sixes & Sevens"           |
| 2013 - 2014 | Crossing Lines             | Rebecca Daniel           | 14 episodios                        |
| 2013        | Profilage                  | Louise Jonquet           | episodio "Réminiscences"            |
| 2013        | Agatha Christie's Poirot   | Zélie Rouselle           | episodio "Elephants Can Remember"   |
| 2012        | Enquêtes réservées         | Chloé Lafarge            | episodio "Coeur de cible"           |
| 2012        | Section de recherches      | Stella / Estelle Van Loo | episodio "L'homme aux deux visages" |
| 2009        | Éternelle                  | Karine                   | 6 episodios                         |
| 2009        | Claire Brunetti            | Claire Brunetti          | episodio "Piste noire"              |
| 2009        | R.I.S. Police scientifique | Hélène                   | episodio "Boomerang"                |
| 2008        | Joséphine, ange gardien    | Marina                   | episodio "Le festin d'Alain"        |
| 2007        | Élodie Bradford            | Caroline                 | episodio "Une femme à la mer"       |
| 2006        | Jane Eyre                  | Sophie                   | 4 episodios - miniserie             |

### Películas
| Año  | Título                       | Personaje       | Notas |
| ---- | ---------------------------- | --------------- | --- |
| 2015 | Dirtymoney                   | Nadia Melgueira | junto a Anthony Welsh, Mem Ferda, Max Wrottesley, Sophie Anderson, Chloe Farnworth & Philip Rosch                       |
| 2015 | On voulait tout casser       | Sarah           | junto a Kad Merad, Charles Berling, Benoît Magimel, Vincent Moscato, Jean-François Cayrey & Anne Charrier               |
| 2015 | Jupiter Ascending            | Sierva          | junto a Mila Kunis, Channing Tatum, Sean Bean, Eddie Redmayne, Douglas Booth & Tuppence Middleton                       |
| 2014 | The Last Day of Winter       | Alice           | junto a Rachel Dobell, David Frampton, Rufus Frampton, Manoah Gulrich & Sarah McCaffrey                                 |
| 2014 | Pas à Vendre                 | Marie           | corto - junto a Shelby Lyon, Emma Canot, Frederic Dernersesyan & Mike Hildago                                           |
| 2011 | Les hommes sont des Rêves    | Jeanne          | junto a Christian Gonon, Roger Mollien & Bruno Raffaelli                                                                |
| 2008 | Coluche: l'histoire d'un mec | Élisabeth       | junto a François-Xavier Demaison, Léa Drucker, Olivier Gourmet, Jean-Pierre Martins, Alexandre Astier & Denis Podalydès |
| 2008 | Sandrine nella pioggia       | Martine         | junto a Goya Toledo, Sara Forestier, Adriano Giannini, Monica Guerritore & Luca Lionello                                |
| 2008 | Mitterrand à Vichy           | Clo             | junto a Mathieu Bisson, Philippe Jeancoux, Arnaud Giovaninetti, Alexis Loret & Bruno Debrandt                           |
| 2008 | Villa Jasmin                 | Odette          | junto a Arnaud Giovaninetti, Clément Sibony, Judith Davis, Edith Perret & Manuel Blanc                                  |
| 2007 | Misconception                | Nadia           | corto - junto a Aurélie Bancilhon & Stanislas Kemper                                                                    |
| 2007 | Hannibal Rising              | Estudiante      | junto a Gaspard Ulliel, Li Gong, Helena-Lia Tachovská, Richard Leaf, Dominic West, Rhys Ifans & Richard Brake           |